# Aschbach (Frankrijk)
Aschbach (Duits Aschbach Im Elsass) is een gemeente in het Franse departement Bas-Rhin (regio Grand Est) en telt 655 inwoners (2004).
De gemeente maakt deel uit van het kanton Wissembourg in het Haguenau-Wissembourg. Voor 1 januari 2015 was het deel van het kanton Soultz-sous-Forêts en het arrondissement Wissembourg, die toen beide werd opgeheven.

## Geografie
De oppervlakte van Aschbach bedraagt 4,3 km², de bevolkingsdichtheid is 152,3 inwoners per km².
De onderstaande kaart toont de ligging van Aschbach (Frankrijk) met de belangrijkste infrastructuur en aangrenzende gemeenten.

## Demografie
Onderstaande figuur toont het verloop van het inwonertal (bron: INSEE-tellingen).